# Shenjingwang
Król Shenjing z dynastii Zhou (chiński: 周慎靚王; pinyin: Zhōu Shènjìng Wáng) – trzydziesty szósty władca tej dynastii i dwudziesty piąty ze wschodniej linii dynastii Zhou. Rządził w latach 320-315 p.n.e. Jego następcą został jego syn, Nanwang.